# Barwnobestia metaliczna
Barwnobestia metaliczna  (Poecilotheria metallica) (gr. poikílos = żywe, zróżnicowane, przebiegłość + tò theríon = dzika bestia ⇒ kolorowa, dzika bestia/zwierzę; łac. metallicus = błyszczący, metaliczny) – indyjski gatunek pająka nadrzewnego z rodziny ptasznikowatych. Odkryty w mieście Gooty, czemu zawdzięcza angielską nazwę zwyczajową: Gooty Ornamental.

## Wygląd
Na całym ciele pająka dominuje metaliczny kolor niebieski. Jak u pozostałych przedstawicieli rodzaju na stronie grzbietowej P. metallica widoczne są wyraźne białe ornamenty na karapaksie i odwłoku. Strona brzuszna w odcieniach brązu z niebieskim połyskiem. Okolica otworu gębowego czerwona. Na kończynach wyraźnie widoczne żółte plamki. Szerokie, charakterystyczne dla ptasznika nadrzewnego przylgi na stopach. Przeciętny, dorosły osobnik tego gatunku mierzy 15–20 cm z rozpiętymi odnóżami, natomiast długość ciała u dorosłych samic wynosi do 6,5 cm.

## Występowanie
P. metallica występuje w południowej części Indii (Ćennaj) na obszarze niecałych 100 km² państwowego rezerwatu przyrody. Badania przyległych lasów nie wykazały występowania tego gatunku. Pierwszy opisany osobnik został znaleziony w okolicach stacji kolejowej przy składzie drewna w miasteczku Gooty, około 100 km na południowy zachód od znanego obszaru występowania gatunku. Uważa się, że został on tam przypadkowo przetransportowany pociągiem.

## Zachowanie
Zachowanie P. metallica jest charakterystyczne dla ptaszników nadrzewnych. Przedstawiciele gatunku zamieszkują dziuple wysokich drzew, w których tworzą gniazda w postaci lejkowatych sieci. Polują głównie na latające owady, które chwytają i paraliżują jadem. Aktywne są głównie w nocy i nad ranem.
Zdarza się, że osobniki tego gatunku żyją w grupach.
Samice tego gatunku żyją średnio 12 lat, natomiast samce 3-4 razy krócej.
P. metallica charakteryzują się dużą szybkością poruszania i mogą przejawiać defensywną postawę, jednak najczęściej uciekają przed zagrożeniem.

## Status ochronny
P. metallica został zaklasyfikowany jako gatunek krytycznie zagrożony w Czerwonej księdze gatunków zagrożonych. Głównym niebezpieczeństwem dla jego przedstawicieli jest degradacja środowiska naturalnego i wycinka lasów. Nasilanie działalności człowieka drastycznie zmniejszyło obszar występowania P. metallica. Innym zagrożeniem dla gatunku w naturalnym środowisku jest odłów w celach hodowlanych. Liczba osobników żyjących na wolności nie jest znana, jednakże z małego zasięgu występowania i dużego znaczenia zagrażających mu czynników można wnioskować, że populacja tego gatunku w naturze się zmniejsza.

## Jad
Jad P. metallica uważany jest za silny na tle innych ptaszników. Zgodnie z doświadczeniami hodowców z tym gatunkiem i innymi z rodzaju Poecilotheria, ukąszenie może powodować bardzo intensywny ból i pieczenie w miejscu iniekcji jadu, przyspieszenie akcji serca, potliwość, ból głowy, skurcze mięśni i opuchliznę.

## Hodowla
P. metallica dobrze nadaje się do hodowli. W Stanach Zjednoczonych dorosłe samice osiągają cenę 500 USD, natomiast 2-tygodniowe osobniki kosztują ok. 200 USD. Na polskim rynku młodego osobnika można dostać za ok. 90-120 zł. Wysoka cena spowodowana jest trudnościami z rozmnażaniem, ale też bardzo charakterystycznym, pięknym ubarwieniem.
Terrarium dla dorosłego osobnika powinno mieć wymiary ok. 20/20/40 w orientacji pionowej. Zalecane są wahania temperatury od 29 stopni Celsjusza w dzień do ok. 20 w nocy. Wilgotność powietrza powinna wynosić 70-80%. Podłoże może stanowić torf kokosowy. Wskazana jest również kryjówka dla pająka, np. pod postacią tuby z kory. Pokarm powinny stanowić różnego rodzaju owady, od muszek owocówek dla najmniejszych osobników, przez świerszcze, karaczany i szarańcze dopasowywane do wielkości pająka wraz z jego wzrostem.